# Black Light Burns
Black Light Burns е американска индъстриъл рок група с водещ вокалист Уес Борланд.
Основана през 2005 г., след като Борланд напусна Лимп Бизкит, съставът на групата включва още Nick Annis, Dennis Sanders и Dylan Taylor. Техният дебютен албум, Cruel Melody, е издаден през юни 2007 г. и получава одобрението критиците. През лятото на 2008 г. те издават комбо пакет с кавъри и b-sides CD/DVD, озаглавен Cover Your Heart and the Anvil Pants Odyssey. След временно прекъсване, групата се прегрупира през 2012 г. и издава втория си албум, The Moment You Realize You're Going to Fall през август. Групата издава и концептуален албум, Lotus Island, през януари 2013 г.

## Дискография
Студийни албуми
- Cruel Melody (2007)
- The Moment You Realize You're Going to Fall (2012)
- Lotus Island (2013)

Компилации
- Cover Your Heart and the Anvil Pants Odyssey (2008)

Box sets
- Order of the Black Light: Handbook for Members vol. 1 (2008)

Сингли
- „Lie“ (2007)
- „Mesopotamia“ (2007)
- „4 Walls“ (2007)
- „I Have a Need“ (2008)
- „I Want You To“ (2009)
- „It Rapes All in Its Path“ (2012)
- „The Moment You Realize You're Going to Fall“ (2012)
- „Scream Hallelujah“ (2012)
- „Splayed“ (2012)
- „How to Look Naked“ (2013)

Музикални видеоклипове
- „Lie“ (2007)
- „4 Walls“ (2007)
- „Mesopotamia“ (2008)
- „The Moment You Realize You're Going to Fall“ (2012)
- „How to Look Naked“ (2013)